# Александрюк Петро Ілліч
Петро Ілліч Александрюк (нар. 1904, село Качановка Льговського повіту Курської губернії, тепер Курської області, Російська Федерація — 1968, місто Москва) — радянський партійний діяч, 1-й секретар Ростовського обкому ВКП(б). Депутат Верховної Ради СРСР 2-го скликання.

## Біографія
Народився в бідній селянській родині. Батько помер, коли Петрові Александрюку був один рік, а на тринадцятому році життя втратив і матір. З дитячих років наймитував. Закінчив сільське приходське училище.
Працював чорноробом на залізниці (заготовляв дрова і брав участь в снігорозчистках), був вантажником і ковалем, вчився кравецькій справі.
Вступив до комсомолу і в 1923 році був вибраний секретарем комсомольського осередку в селі Качанівці. З 1924 по 1925 рік — секретар волосного комітету комсомолу Верхнєдеревенської волості Курської губернії. Був членом сільської ради села Глініци, засідав у волосному земельному суді, працював головою сільського кредитного товариства. Також писав кореспонденції до «Крестьянской газеты» і, як активний сількор, отримав скерування на робітничий факультет.
У 1925—1928 роках — слухач робітничого факультету (робфаку) в місті Єльці Воронезької губернії. Був головою повітового і членом губернського студентського профспілкового комітету.
Член ВКП(б) з 1927 року.
У 1928—1931 роках — студент факультету літератури і мови Кубанського педагогічного інституту в місті Краснодарі. Обирався секретарем комітету ВЛКСМ інституту, головою профкому. Одночасно працював учителем історії в школі фабрично-заводського навчання.
У 1931 році закінчив курси перекваліфікації викладачів вищих навчальних закладів, здобув диплом викладача соціально-економічних дисциплін.
У 1931—1933 роках — викладач політичної економії в Інституті маслобійно-маргаринової промисловості в місті Краснодарі.
У серпні 1933 — листопаді 1935 року — заступник начальника політичного відділу Мигулінської машинно-тракторної станції (МТС) Азово-Чорноморського краю.
У листопаді 1935 — листопаді 1937 року — 2-й секретар Мигулінського районного комітету ВКП(б) Азово-Чорноморського краю (Ростовської області).
У листопаді 1937 — червні 1938 року — завідувач відділу друку Ростовського обласного комітету ВКП(б).
У червні 1938 — грудні 1940 року — 1-й секретар Сальського районного комітету ВКП(б) Ростовської області.
У грудні 1940 — травні 1943 року — 3-й секретар Ростовського обласного комітету ВКП(б). У травні 1943 — вересні 1944 року — 2-й секретар Ростовського обласного комітету ВКП(б). Під час війни брав участь у партизанському русі на Північному Кавказі.
У вересні 1944 — серпні 1947 року — 1-й секретар Ростовського обласного комітету ВКП(б).
У 1947 — 8 грудня 1948 року — 2-й секретар Рязанського обласного комітету ВКП(б).
У 1948—1950 роках — слухач Вищої партійної школи при ЦК ВКП(б).
У 1950 році — інструктор відділу партійних, профспілкових і комсомольських органів ЦК ВКП(б).
У 1950—1954 роках — заступник голови правління Центральної Спілки споживчих товариств СРСР із кадрів.
У 1954—1959 роках — ректор Вищої кооперативної школи Центральної Спілки споживчих товариств СРСР, директор Вищого педагогічного інституту Центральної Спілки споживчих товариств СРСР.

## Нагороди
- орден Вітчизняної війни І ст. (1945)
- орден «Знак Пошани» (21.02.1939)
- медаль «Партизанові Вітчизняної війни» І ст.
- медаль «За оборону Кавказу»
- медаль «За перемогу над Німеччиною у Великій Вітчизняній війні 1941—1945 рр.»
- медаль «За доблесну працю у Великій Вітчизняній війні 1941—1945 рр.»
- медалі